# Карролл (округ, Виргиния)
Округ Карролл (англ. Carroll County) располагается в США, штате Виргиния. По состоянию на 2010 год, численность населения составляла 30 042 человек. Получил своё название в честь плантатора и политического деятеля Чарльза Кэрролла III, подписавшего декларацию независимости США.

## География
По данным Бюро переписи США, общая площадь округа равняется 1238 км², из которых 1230 км² суша и 8 км² или 0,6% это водоемы.

### Соседние округа
- независимый город Гейлакс (Виргиния) — запад
- Грейсон (Виргиния) — запад
- Уайз (Виргиния) — северо-запад
- Пьюласки (Виргиния) — север
- Флойд (Виргиния) — северо-восток
- Патрик (округ, Виргиния) — юго-восток
- Сарри (Северная Каролина) — юг

## Демография
По данным переписи населения 2000 года в округе проживает 29 245 жителей в составе 12 186 домашних хозяйств и 8 786 семей. Плотность населения составляет 24 человека на км². На территории округа насчитывается 14 680 жилых строений, при плотности застройки 12 строений на км². Расовый состав населения: белые - 97,97%, афроамериканцы - 0,44%, коренные американцы (индейцы) - 0,14%, азиаты - 0,10%, представители других рас - 0,82%, представители двух или более рас - 0,53%. Испаноязычные составляли 1,64% населения.
В составе 27,80% из общего числа домашних хозяйств проживают дети в возрасте до 18 лет, 59,70% домашних хозяйств представляют собой супружеские пары проживающие вместе, 8,60% домашних хозяйств представляют собой одиноких женщин без супруга, 27,90% домашних хозяйств не имеют отношения к семьям, 25,40% домашних хозяйств состоят из одного человека, 12,20% домашних хозяйств состоят из престарелых (65 лет и старше), проживающих в одиночестве. Средний размер домашнего хозяйства составляет 2,36 человека, и средний размер семьи 2,80 человека.
Возрастной состав округа: 21,10% моложе 18 лет, 7,20% от 18 до 24, 28,00% от 25 до 44, 26,70% от 45 до 64 и 17,00% от 65 и старше. Средний возраст жителя округа 41 год. На каждые 100 женщин приходится 97,20 мужчин. На каждые 100 женщин старше 18 лет приходится 94,10 мужчин.
Средний доход на домохозяйство в округе составлял 30 597 USD, на семью — 36 755 USD. Среднестатистический заработок мужчины был 25 907 USD против 19 697 USD для женщины. Доход на душу населения составлял 16 475 USD. Около 8,70% семей и 12,50% общего населения находились ниже черты бедности, в том числе - 15,70% молодежи (тех кому ещё не исполнилось 18 лет) и 14,10% тех кому было уже больше 65 лет.